# Beechcraft L-23 Seminole
El Beechcraft L-23 Seminole (más tarde designado U-8) fue la designación de las Fuerzas Armadas de los Estados Unidos para el Beechcraft Twin Bonanza y Queen Air en su inventario.

## Diseño y desarrollo
En 1951, el Ejército de los Estados Unidos evaluó un Twin Bonanza en Fort Bragg, Carolina del Norte, y más tarde ordenó cuatro Model 50 "fuera de línea" como YL-23, siendo entregados a principios de 1952. Se ordenaron más ejemplares del Model 50 bajo la designación L-23A y también fueron ordenados varios Model B50 bajo la designación L-23B. Representaron la mayoría de la producción de Twin Bonanza de 1952 y 1953, siendo entregados los primeros L-23A en febrero de 1953 y el último L-23B, en abril del año siguiente, poco antes del final de la guerra de Corea.
En 1955, la Fuerza Aérea de los Estados Unidos ordenó un único Model C50 Twin Bonanza bajo la designación XL-23C para evaluación; fue la única variante no entregada al Ejército de los Estados Unidos y no se emplazaron más órdenes por parte de la Fuerza Aérea. En 1956, las entregas al Ejército de L-23 recomenzaron cuando Beechcraft entregó seis Model D50 bajo la designación L-23E. En enero de 1957, el primer ejemplar del L-23D fue entregado, basado en el Model E50 Twin Bonanza. Durante 1958, los restantes aviones L-23A y L-23B en servicio (unos pocos se habían accidentado) volvieron a la fábrica de Beechcraft, donde fueron reconstruidos a un estándar similar a los nuevos L-23D, y luego fueron designados como tales con nuevos números del constructor y de serie. En 1958, el Ejército también ordenó 11 RL-23D, con más ejemplares siendo convertidos desde L-23D. Estos aviones presentaban un radar montado ventralmente, ya fuera un AN/APS-85 en un gran pod o un AN/APQ-86 en un pod largo y estrecho montado en soportes, con un morro modificado.
También en 1958, Beechcraft comenzó a desarrollar una variante con una cabina mayor a requerimiento del Ejército de los Estados Unidos. El L-23F que surgió tenía las mismas alas y cola, pero ahora podía acomodar hasta diez personas en la cabina más larga, más ancha y más alta, comparado con los sólo cinco en los anteriores L-23. Beechcraft le dio al modelo la designación interna de Model 65 y lo desarrolló también como avión civil, bautizándolo "Queen Air". Los primeros dos Model 65 construidos fueron retenidos por Beechcraft como prototipos y el tercero fue entregado al Ejército en 1960, siendo entregados 23 más aquel año y en 1961.

## Historia operacional
Los primeros L-23 entraron en servicio en 1953 y el modelo sirvió en el Ejército de los Estados Unidos durante casi cuarenta años, siendo retirados los últimos U-8F en 1992. Cuando las designaciones de los aviones militares de los Estados Unidos fueron revisadas en 1962, los restantes aviones L-23D, RL-23D, L-23E y L-23F se convirtieron en U-8D, RU-8D, U-8E y U-8F. Otros 47 Model 65 fueron ordenados en 1962 y 1963 como U-8F; uno de ellos fue entregado al Ejército Pakistaní, la única entrega fuera de las militares estadounidenses (aunque otras naciones compraron Queen Air como aviones militares). Fueron los últimos aviones nuevos de la serie, aunque el único avión demostrador turbohélice Beechcraft Model 87 usado en el desarrollo del King Air fue entregado al Ejército como NU-8F en 1964 (más tarde fue redesignado YU-21) y unos pocos Queen Air usados también fueron comprados por el Ejército. Muchos U-8F fueron modificados durante sus vidas de servicio a un estándar similar a los Excalibur Queen Air civiles. Las modificaciones más evidentes son el más potente motor Lycoming IO-720 de ocho cilindros en lugar de los motores de seis cilindros de fábrica; y las puertas abombadas del tren de aterrizaje principal que tapan totalmente las ruedas cuando están retraídas, en vez de sobresalir parcialmente a través de ellas. Muchos L-23D/U-8D y U-8F han sido registrados como aviones civiles tras su retirada del servicio militar.

## Variantes

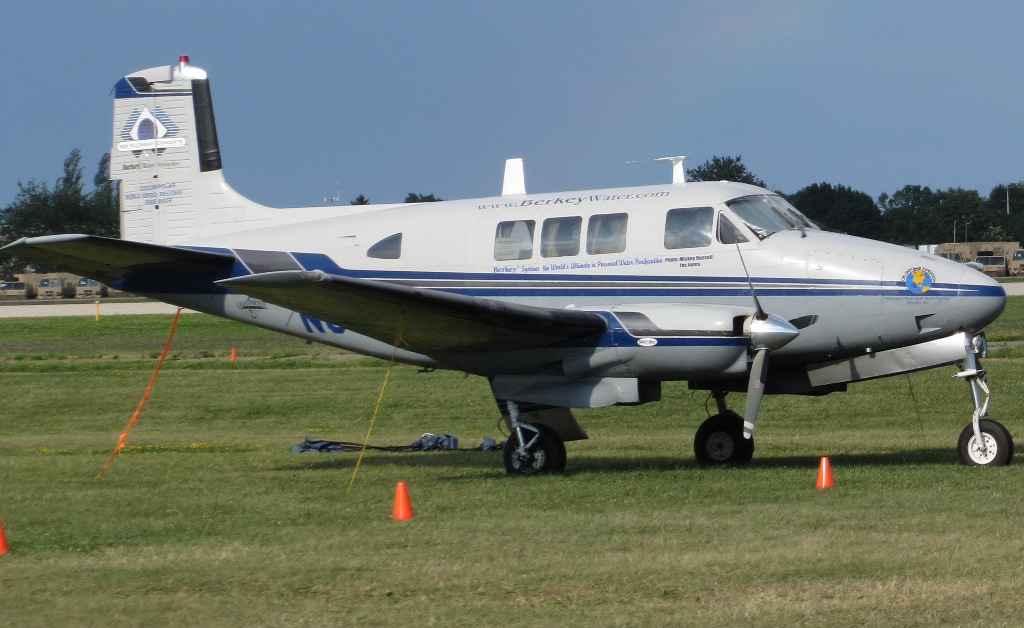
Beechcraft U-8F.

YL-23
Cuatro Model 50 Twin Bonanza evaluados por el Ejército de los Estados Unidos con Números de Serie 52-1800 a 52-1803; el 52-1801 fue posteriormente convertido al estándar L-23A.
L-23A
55 entregados al Ejército de los Estados Unidos, muchos convertidos posteriormente al estándar L-23D.
L-23B
40 entregados al Ejército de los Estados Unidos, muchos convertidos posteriormente al estándar L-23D.
XL-23C
Un avión para evaluación por la Fuerza Aérea de los Estados Unidos.
L-23D
100 entregados nuevos al Ejército de los Estados Unidos más 93 L-23A y B reconstruidos al estándar L-23D.
RL-23D
Variante con radar montado ventralmente. Once aviones nuevos entregados al Ejército de los Estados Unidos, más 29 convertidos desde L-23D.
L-23E
Seis entregados al Ejército de los Estados Unidos.
L-23F
24 aviones basados en el Beechcraft Queen Air, entregados al Ejército de los Estados Unidos.
U-8D
 L-23D redesignados en 1962.
RU-8D
RL-23D redesignados en 1962, más 15 U-8D convertidos tras 1962.
U-8E
 L-23E redesignados en 1962.
U-8F
 L-23F redesignados en 1962 y 46 aviones nuevos entregados al Ejército de los Estados Unidos, más un único Beechcraft Model 87 usado, entregado como NU-8F en 1964, y un Queen Air comprado de segundo mano en 1966. Además, un U-8F fue entregado al Ejército Pakistaní en vez de al Ejército de los Estados Unidos, y dos Queen Air confiscados a traficantes de drogas fueron añadidos al inventario del Ejército de los Estados Unidos en 1981 como U-8F.
NU-8F
Designación militar estadounidense asignada a un Queen Air comercial modificado, convertido como el prototipo del Model 65-90 King Air, y equipado con dos motores turbohélice Pratt & Whitney PT6A-6 de 500 shp. El avión fue evaluado por el Ejército de los Estados Unidos en 1964.
U-8G
El XL-23C, siete U-8D y cuatro U-8E, modificados con motores más potentes y cabina ampliada para seis pasajeros.

## Operadores militares
Estados Unidos
- Ejército de los Estados Unidos

 Pakistán
- Ejército Pakistaní

## Aviones en exhibición
- RU-8D 58-1358 del Ejército estadounidense: Combat Air Museum, Topeka, Kansas.
- RU-8D del Ejército estadounidense: National Cryptologic Museum, Fort Meade (Maryland).
- U-8 del Ejército estadounidense: Kansas Aviation Museum.[16]

## Especificaciones (L-23D)

### Características generales
- Tripulación: Uno-dos pilotos
- Capacidad: Cinco pasajeros
- Longitud: 9,6 m (31,5 ft)
- Envergadura: 13,8 m (45,2 ft)
- Altura: 3,5 m (11,5 ft)
- Superficie alar: 25,7 m² (276,6 ft²)
- Peso vacío: 2270 kg (5003,1 lb)
- Peso máximo al despegue: 3175 kg (6997,7 lb)
- Planta motriz: 2× motor bóxer de seis cilindros Lycoming GSO-480-A1A6 (Designación militar O-480-1).
  - Potencia: 253 kW (349 HP; 344 CV) cada uno.

### Rendimiento
- Velocidad máxima operativa (Vno): 432 km/h (268 MPH; 233 kt)
- Alcance: 1600 km (864 nmi; 994 mi)
- Techo de vuelo: 9144 m (30 000 ft)
- Régimen de ascenso: 8,2 m/s (1614 ft/min)
- Carga alar: 123,5 kg/m² (25,3 lb/ft²)
- Potencia/peso: 79,685 W/kg (0,097 hp/lb)

## Aeronaves relacionadas

### Desarrollos relacionados
- Beechcraft Twin Bonanza

### Secuencias de designación
- Secuencia L-_ (Aviones de Enlace de las USAAF/USAF, 1942-1962): ← L-20 - L-21 - L-22 - L-23 - L-24 - L-25 - L-26 →
- Secuencia U-_ (Aviones Utilitarios estadounidenses, 1962-presente): ← U-5 - U-6 - U-7 - U-8 - U-9 - U-10 - U-11 →